# Faviidae
Faviidae  (лат.) — семейство стрекающих (Cnidaria).
Колонии имеют шарообразную форму с рифлёной поверхностью. Немного напоминают человеческий мозг, поэтому некоторые виды называют мозговиком или мозговым кораллом. Каждая колония кораллов формируется генетически идентичными полипами, которые выделяют твёрдый скелет из карбоната кальция, что делает их важными строителями рифов, как и другие кораллы в отряде мадрепоровых кораллов (Scleractinia).
Мозговые кораллы встречаются в мелководных тёплых водах коралловых рифов по всему миру. Продолжительность жизни крупнейших представителей семейства — 900 лет. Колония может вырастать до 1,8 м в высоту.
Кораллы расширяют свои щупальца, чтобы поймать пищу ночью. В течение дня кораллы используют свои щупальца для защиты, пряча их вдоль канавки на своей поверхности. Поверхность твёрдая и обеспечивает хорошую защиту от рыб или ураганов.
Типичные мозговые кораллы растут прежде всего в тропиках, где вода остаётся тёплой круглый год. Из-за их твёрдой структуры мозговые кораллы могут жить в океанских потоках и сильных волнах. Более тонкие пластинчатые кораллы могут выжить только в защищённых лагунах или более глубокой воде. Большие, твёрдые коралловые головы часто служат «станцией очистки» для определённых видов животных и рыб. Они трутся о кораллы, избавляясь от омертвевшей кожи или паразитов.
Как и другие роды кораллов, Faviidae питаются мелкими дрейфующими животными, а также получают питательные вещества от симбиотических водорослей, живущих в их тканях.
Ультрафиолетовый свет может повредить кораллы на мелководье, где нет никакой защиты. Если уменьшение защитного озонового слоя Земли позволит большему количеству ультрафиолетового излучения достичь земли, кораллы могут исчезнуть из такой среды обитания, как мелководье.

## Роды
- Astreosmilia Duncan, 1867
- Australogyra Veron, 1982
- Barabattoai Yabe and Sugiyama, 1941
- Bikiniastrea Wells, 1954
- Caulastraea Dana, 1846
- Colpophyllia Milne-Edwards and Haime, 1848
- Cyphastrea Milne-Edwards and Haime, 1848
- Diploastrea Matthai, 1914
- Diploria Milne-Edwards and Haime, 1848
- Echinopora Lamarck, 1816
- Erythrastrea Pichon, Scheer and Pillai, 1983
- Favia Oken, 1815
- Favites Link, 1807
- Goniastrea Milne-Edwards and Haime, 1848
- Leptastrea Milne-Edwards and Haime, 1848
- Leptoria Milne-Edwards and Haime, 1848
- Manicina Ehrenberg, 1834
- Montastraea de Blainville, 1830
- Moseleya Quelch, 1884
- Oulastrea Milne-Edwards and Haime, 1848
- Oulophyllia Milne-Edwards and Haime, 1848
- Parasimplastrea Sheppard, 1985
- Platygyra Ehrenberg, 1834
- Plesiastrea Milne-Edwards and Haime, 1848
- Solenastrea Milne-Edwards and Haime, 1848